# Cala en Turqueta
La cala en Turqueta és una cala situada a l'illa de Menorca, concretament al sud del municipi de  Ciutadella. El seu nom es deu al fet que és on solien desembarcar els turcs quan paraven a Menorca.

## Descripció
Forma part d'una àrea d'especial interès (ANEI), alberga una de les cales verges més boniques de l'illa de Menorca. Aquesta paradisíaca platja d'arena blanca i fina, fons arenós i aigua cristal·lina de poca profunditat, està ben protegida dels vents de component nord, gràcies als pàl·lids penya-segats que l'envolten, coberts per un pinar espès. Aquesta estructura que proporciona tanta protecció fa que aquesta cala sigui un magnífic lloc de refugi per a petites embarcacions quan bufen amb força els vents del nord. És una platja no urbana amb accés rodat i aparcament.